# Inel primitiv
În teoria inelelor⁠(d), o ramură a algebrei abstracte, un inel primitiv stâng este un inel care are un modul⁠(d) stâng simplu fidel. Exemple bine cunoscute sunt inelele de automorfisme⁠(d) ale spațiilor vectoriale și algebrele Weyl⁠(d) peste corpuri cu caracteristica zero.

## Definiție
Se spune că un inel R este un inel primitiv stâng dacă are un R-modul stâng simplu fidel. Un inel primitiv drept este definit similar cu R-modul drept. Există inele care sunt primitive pe o parte, dar nu pe cealaltă. Primul exemplu a fost construit de George Bergman.. Un alt exemplu care arată deosebirea este găsit de Jategaonkar.
O caracterizare internă a inelelor primitive stângi este următoarea: un inel este primitiv stâng dacă și numai dacă există un ideal maximal stâng care nu conține ideale bilaterale nenule. Pentru inelele primitive drepte definiția este analoagă.
Structura inelelor primitive stângi este complet determinată de teorema Jacobson a densității⁠(d): un inel este primitiv stâng dacă și numai dacă este izomorf⁠(d) cu un subinel dens al inelului de automorfisme⁠(d) al unui spațiu vectorial stâng peste un corp.
O altă definiție, echivalentă, afirmă că un inel este primitiv stâng dacă și numai dacă este un inel prim cu un modul stâng fidel de lungime⁠(d) finită.

## Proprietăți
Inelele primitive unilaterale sunt atât inele semiprimitive, cât și inele prime. Deoarece produsul a două sau mai multe inele nenule nu este prim, este evident că produsul inelelor primitive nu este niciodată primitiv.
Pentru un inel artinian stâng, se știe că condițiile „primitiv stâng”, „primitiv drept”, „prim” și „simplu” sunt toate echivalente, iar în acest caz este un inel semisimplu izomorf cu un inel de matrici⁠(d) pătrate peste un corp. Mai general, în orice inel cu un ideal minimal unilateral, „primitiv stâng” = „primitiv drept” = „prim”.
Un inel comutativ este primitiv stâng dacă și numai dacă este un corp comutativ.

## Exemple
Orice inel simplu R cu unitate este atât primitiv stâng cât și drept. (Totuși, un inel simplu fără unitate poate să nu fie primitiv.) Acest lucru decurge din faptul că R are un ideal maximal stâng M și faptul că modulul factor R/M este un R-modul simplu stâng și că anulatorul său este în R un ideal bilateral propriu. Deoarece R este un inel simplu, acest anulator este {0}, prin urmare, R/M este un R-modul stâng fidel.
Algebrele Weyl peste corpurile cu caracteristica zero sunt primitive și, deoarece sunt domenii, sunt exemple fără ideale minime unilaterale.

### Inele liniare complete
Un caz perticular al inelelor primitive este cel al inelelor liniare complete. Un inel liniar complet stâng este inelul tuturor transformărilor liniare ale unui spațiu vectorial stâng de infinit dimensional peste un corp. (Un inel liniar complet drept diferă prin utilizarea unui spațiu vectorial drept.) În simboluri, {\displaystyle R=\mathrm {End} (_{D}V)} unde V este un spațiu vectorial peste un corp D. Se știe că R este un inel liniar complet stâng dacă și numai dacă R este un inel regulat von Neumann⁠(d), autoinjectiv stâng, cu soclul soc(RR) ≠ {0}. În algebra liniară, se poate arăta că {\displaystyle \mathrm {End} (_{D}V)\,} este izomorf cu inelul matricilor linie  finite {\displaystyle \mathbb {RFM} _{I}(D)\,}, unde I este un set de indici a cărui dimensiune este dimensiunea lui V peste D. De asemenea, inelele liniare complete drepte pot fi realizate ca matrici coloane finite peste D.
Folosind aceasta, se poate vedea că există inele primitive stângi care nu sunt simple. Prin caracterizarea densității Jacobson, un inel liniar complet stâng R este întotdeauna primitiv stâng. Când dimDV este finit, R este un inel de matrici pătrate peste D, dar când dimDV este infinit, mulțimea transformărilor liniare de rang finit este un ideal bilateral propriu al lui R, prin urmare R nu este simplu.